# Pavel Mezlík
Pavel Mezlík (Třebíč, 25 giugno 1983) è un calciatore ceco, centrocampista del Velké Meziříčí.